# Matão
Matão is een gemeente in de Braziliaanse deelstaat São Paulo. De gemeente telt 78.222 inwoners (schatting 2009).

## Aangrenzende gemeenten
De gemeente grenst aan Araraquara, Dobrada, Gavião Peixoto, Itápolis, Nova Europa, Tabatinga en Taquaritinga.

## Verkeer en vervoer
De plaats ligt aan de wegen BR-364, BR-456, SP-310 en SP-326.